# Ulla Norden
Ulla Norden, geboren als Ulla Kleiner (Mannheim, 4 december 1940 – Bad Neuenahr, 5 maart 2018), was een Duitse schlagerzangeres en presentatrice.

## Biografie
Na het afronden van school volgde Ulla Norden een opleiding in zang, ballet en acteren in Konstanz. Begin jaren 1960 nam ze haar eerste singles op bij Ariola: Eins, zwei, drei, das ist ja Zauberei, Kleine blaue Veilchen (1961), Süß wie Schokolade (1962).
Halverwege de jaren 1960 won ze een hitcompetitie en kreeg ze nog een platencontract. De resulterende opname Addio Romeo was nog geen succes. In 1966 verscheen ze in de Rudi Carrell Show. Pas eind jaren 1960 brak ze door met het nummer Ist zu schön, um wahr zu sein. In 1967 trouwde ze met muziekredacteur Peter Puder van Deutschlandfunk. Met hits als Ich bin verliebt in den eigenen Mann, kon ze haar positie in de Duitse muziekbusiness verder uitbouwen. Eind jaren 1970 en begin jaren 1980 zorgden haar liedjes Hol mir die Sonne (1979) en de twee coverversies Wir sind verrückt, wir beide (1978, You're the Greatest Lover door Luv') en Urlaub, mach mal Urlaub (1981, Hands Up van Ottawan) voor nog een carrièreboost.
In 1982 nam de hoofdwoordvoerder van Radio Luxembourg haar in dienst als radiopresentator. Toen Radio Luxembourg haar tv-programma RTL startte, nam Ulla Norden daar ook een moderatiepositie over en presenteerde ze vanaf dat moment haar artiestencollega's in de show Deutsche Szene. Van 8 juni 1988 tot 29 december 2006 presenteerde ze de ARD Nachtexpress en de Morgenmelodie op WDR 4. Het programma (Musik)pavillon volgde later, tot ze het programma Gut aufgelegt uit 2003 presenteerde. Ook de Super-Wunsch-hitparades die ze presenteerde met haar collega's Rainer Nitschke en Hermann Hillebrand waren populair.
In 1998 stapte ze over naar platenmaatschappij Rubin Records. Onder leiding van haar nieuwe producent Marc Alpina begon Ulla Norden aan een comeback-poging. De single Dieser Mann gibt mir zu denken, uitgebracht in 1999, bereikte topposities in de hitparades en radiocharts. Een paar dagen nadat de single was uitgebracht, bezweek haar man Peter Puder aan ernstige kanker. Toen trok Ulla Norden zich voorlopig terug uit het zingen.
Halverwege 2000 werd er weer een publicatie van het comebackalbum uitgebracht met Dein Platz ist immer in der ersten Reihe. Critici en publiek reageerden positief op de nieuwe muziekstijl en gaven deze en de volgende vier publicaties nog meer topposities in de hitparades en radiocharts.
In 2003 trouwde Ulla Norden met de muziekuitgever Günter Ilgner, die een jaar later stierf als gevolg van een darmoperatie. Conform zijn wens verscheen aan het eind van het jaar het nummer Alle Wege im Leben, dat hij produceerde met een groot orkest. Het nummer toonde Ulla Norden van een tot nu toe totaal onbekende, melancholische kant. Het nummer hield enkele weken stand op de eerste plaats van de officiële Airplay TOP 20 van de Duitse radio. In 2009 kwam haar album In alter Frische uit met 14 nummers, waaronder twee nieuwe opnamen van Urlaub, mach mal Urlaub en Wir sind verrückt, wir beide. Kort daarna werden duet-opnamen gemaakt van enkele van de nummers op dit album met Michel van Dam, waarvan Das Flüstern des Windes als eerste werd uitgebracht - het was een groot succes voor beide partijen. Vervolgens werd de duetopname van Einfach mal nichts tun een respectabel succes. Eind 2010 verscheen het gezamenlijke duetalbum van Ulla Norden en Michel van Dam met de nieuwe titels Träume endlich leben, Die Kraft in dir, Danny Boy en Komm an Bord. Ulla Norden en Michel van Dam verschenen met Danny Boy in maart 2011 op de NDR-televisie. Ulla Norden ging toen met pensioen na een carrière van bijna 50 jaar.

## Overlijden
Ulla Norden overleed in maart 2018 op 77-jarige leeftijd. Ze woonde voor het laatst in Lechenich, daarvoor in het voormalige huis van Herbert Hillebrand in Rath, vervolgens in Disternich en werd op 16 maart 2018 begraven op de begraafplaats in de wijk Erftstadt in Lechenich.

## Discografie

### Albums (selectie)
- 1992: Ich bin verliebt in den eigenen Mann, toi toi toi Records 91 24-2
- 1994: Bis zum nächsten Mal, Bellaphon 290.01.053
- 1997: Immer lieber, immer öfter, GIB Music GIB006062
- 2000: Ich tausche mein Herz gegen dein Herz, Rubin Records 169.241
- 2005: Zwischen gestern und morgen (Dubbel-cd met 20 nieuw gemasterde originele opnamen en 20 nieuwe nummers), Rubin Records 169.421
- 2009: In alter Frische (CD met 12 nieuwe nummers plus nieuwe opnamen van haar hits Wir sind verrückt, wir beide en Urlaub)

### Singles (selectie)
- 1960?: Eins, zwei, drei, das ist ja Zauberei / Kleiner Jacky Joe. Ariola 35 394
- 1961: Kleine blaue Veilchen / Eventuell. Ariola 45 069
- 1962: Süß wie Schokolade / Kribbel-Krabbel. Ariola 45 190
- 1964: Addio Romeo / Vier weiße Segel. Metronome M 368
- 1964: Warum ruft er nicht an / Meine Liebe ändert sich nicht. Metronome M 368
- 1964: Ich wein’ dir keine Träne nach / Die große Liebe kam über Nacht. Metronome M 418
- 1964: Keine Zeit für die Liebe / Heiß oder kalt. Metronome M 453
- 1965: Wohin fährt dein Schiff / Wenn du willst, kannst du so lieb sein. Metronome M 809
- 1966: Du hast ein Herz / Geh doch nicht fort. CBS 2321
- 1966: Nicht für Kuchen oder Torte / Bajazz. Cornet 3008
- 1967: Mexican Charleston / Say never nie. Cornet 3029
- 1968: Mexico / Irgendwo muß da ein Haken sein. Cornet 3062
- 1969: Das ist zu schön, um wahr zu sein / Heiße Küsse im Dezember. Cornet 3085
- 1969: Pico-Pico-Bello … (Laß dir raten) / Alles wunderbar. CBS 4151
- 1969: Das Lied vom braven Mann / Es kommt jeder einmal dran. CBS 4360
- 1972: Schmiede das Eisen / Himmel und Erde. BASF 05 11478-8
- 1973: Ich komm’ wieder nach Hause / Eine Reise in die Vergangenheit. BASF 05 11114-0
- 1973: Regenbogenland / Und dein Schiff fährt hinaus. BASF 05 11855-04
- 1974: So eine Nacht / Wenn die Sterne sich dreh’n. BASF 06 12038—9
- 1974: Hoch droben auf dem Berg / Zwischen acht und acht. BASF 06 12191-1
- 1975?: Wo holt der Bartel seinen Most / Es wird schwer sein. BASF 06-124 805
- 1976: Bella Musica / Die Schuld hat der Mondschein. BASF 06-127 433
- 1977: Frag mich doch was Leichteres / Komm, sei mein. Crystal 006 CRY 32 383
- 1978: Wir sind verrückt, wir beide / Noch ein Tag und eine Nacht. polydor 2042 042
- 1978: Robinson / Typisch Mann. Crystal 006 CRY 32 889
- 1979: Hol mir die Sonne / Die Party ist vorüber. polydor 2042 084
- 1980: Hast du Lust / Tino. polydor 2042 223
- 1980: Verliebt in den eigenen Mann / Die Show muß weitergeh’n. polydor 2042 161
- 1981: Urlaub, mach mal Urlaub / Aber in der Nacht. polydor 2042 287
- 1982: El Mundial / Es gibt noch Sonne. polydor 2042 397
- 198?: Tanz heute wieder mal mit mir / Leben, um dich zu lieben. Orc 17.041
- 1982: Wer liebt, der lebt länger / Tingelingeling. polydor 2042 369
- 1983: Zillertal / Wer liebt, der lebt länger. polydor
- 1986: Immer noch verliebt ineinander / Insel im Meer. Papagayo 1C 00615 6084-7
- 199?: Lust auf mehr / Kuscheltiere brauchen Zärtlichkeit. Mondial 65.0611-7
- 1992: Du nimmst mich so wie ich bin / Du nimmst mich so wie ich bin (instrumental). toi toi toi 9107
- 1992: Als zu mir die erste Liebe kam
- 1992: Du hast zu allem das passende Lächeln
- 1994: Ein bißchen Macho darf schon sein
- 1995: Schnall dich an …
- 1997: Das kann’s doch nicht gewesen sein
- 1999: Dieser Mann gibt mir zu denken. Rubin Records 160-076
- 2000: Dein Platz ist immer in der ersten Reihe. Rubin Records 160-087
- 2000: Nicht mit mir (schöner Mann). Rubin Records 160-094
- 2001: Ich tausche mein Herz gegen dein Herz. Rubin Records 161-107
- 2001: Träumst du insgeheim auch von uns beiden. Rubin Records 010901
- 2002: Träum dich zu mir. Rubin Records 020405
- 2003: Einer wie du. Rubin Records 161-138
- 2004: Ein Tag mit dir. Rubin Records Rubin Records 0403015
- 2005: Alle Wege im Leben. Rubin Records 161-151
- 2005: Dieses Lied von dir. Rubin Records 0504021
- 2006: Schlaf bitte nicht gleich wieder ein. Rubin Records 0510024
- 2007: Heimat, deine Sterne. Gemeinsam mit Dirk Schiefen und Rainer Nitschke. Rubin Records 161-166
- 2007: Es ist so schön, dass es dich gibt. Rubin Records 0704029
- 2008: Tausend Träume leben. Rubin Records 161-171
- 2008: Irgendwo auf der Welt. Gemeinsam mit Dirk Schiefen und Rainer Nitschke. Rubin Records 161-183
- 2009: Traummann bleibt Traummann. Rubin Records 161-191